# Protestantisme libéral

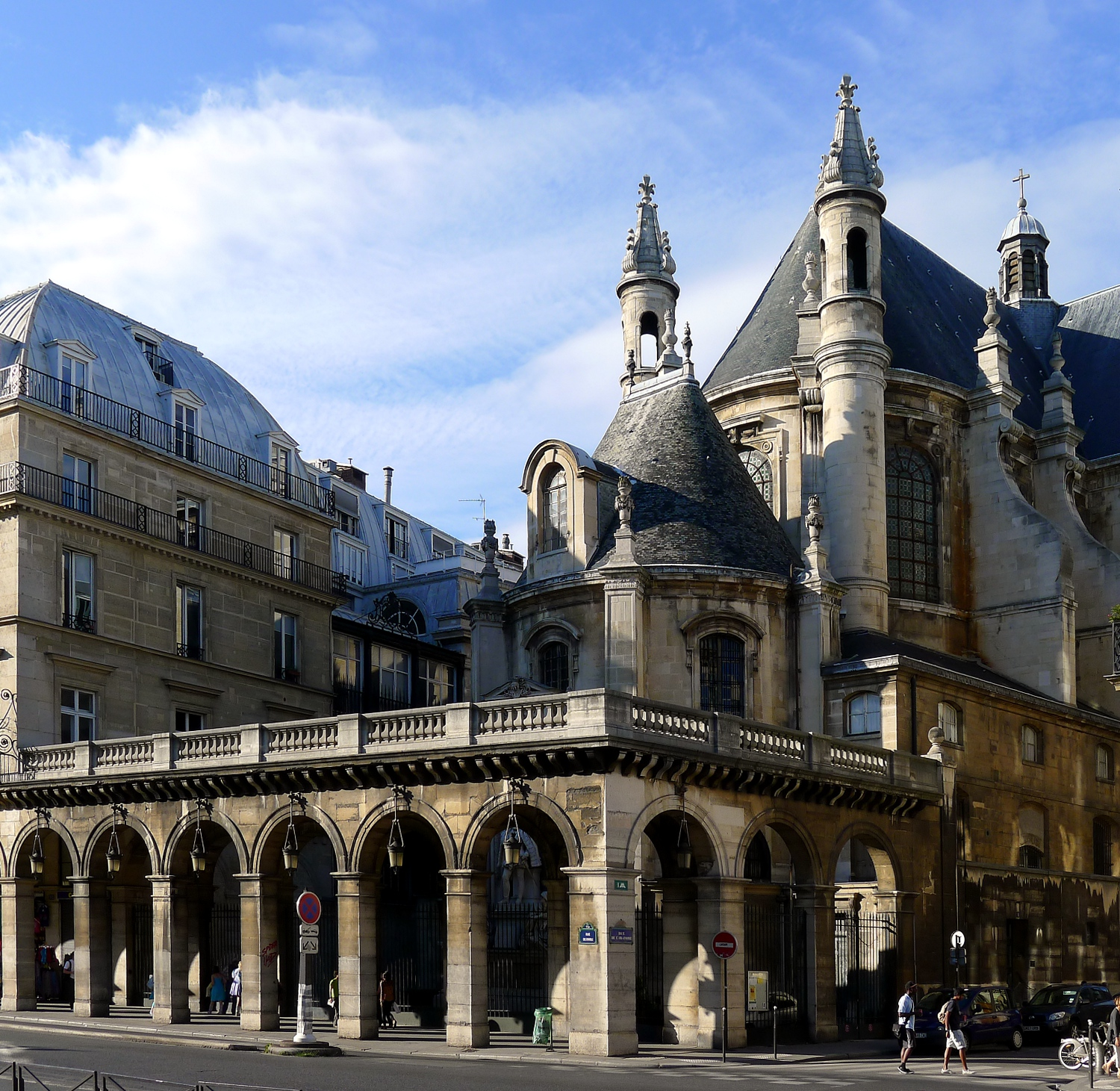
Le temple protestant de l'Oratoire du Louvre, à Paris, paroisse du courant libéral depuis 1811

Le protestantisme libéral est un courant libéral du protestantisme qui met l'accent sur la lecture critique des textes bibliques et « le souci de se « libérer » des contraintes du dogme et de l’institution, ainsi que des pesanteurs sociologiques qui, fatalement, ont tendance à les figer et à les rigidifier ».
Il naît de la lignée théologique qui part de Friedrich Schleiermacher (1768-1834) et Adolf von Harnack (1851-1930), et en particulier de la révolution exégétique du XIXe siècle, où Albrecht Ritschl (1822-1889) et Ernst Troeltsch (1865-1923) s'illustrèrent dans le renouvellement de la lecture de la Bible.
Parmi ses représentants en France, on compte Charles Wagner, Wilfred Monod, André Gounelle, l'Oratoire du Louvre ou le Foyer de l'Âme.

## Origines
Les écrits de plusieurs théologiens ont préparé le mouvement libéral
- Heinrich Paulus pour Das Leben Jesu als Grundlage einer reinen Geschichte des Urchristentums, en 1828.
- David Strauss Le Christ de la foi et le Jésus de l'histoire, en 1865
- Ferdinand Christian Baur pour Kritische Untersuchungen über die kanonischen Evangelien, ihr Verhältniss zu einander, ihren Charakter und Ursprung, en 1847

La liberté d'expression naît à la suite de la publication des ouvrages signalés ci-dessus mais dont les sources intègrent des courants de pensée autochtones issus de la philosophie des Lumières et de l'Encyclopédie, et parfois, remontant à la Réforme.

## Caractéristiques
En se distinguant par sa volonté de sortir des dogmes et de la lecture littérale des textes, le protestantisme libéral critique les régulations orthodoxes des croyances et des pratiques, les appareils ecclésiastiques et leur pouvoir normatif. Il confesse volontiers l'universalité du salut du fait d'une perception plutôt optimiste de l'homme et de la civilisation.
La Bible est considérée comme pouvant être relue et interprétée en fonction des époques ; le protestantisme libéral s'est ainsi démarqué par son soutien à la bénédiction des unions homosexuelles ou au droit à l'avortement.
Il soutient le dialogue interreligieux et le pluralisme, ainsi que le dialogue de la religion avec la culture. Ses représentants sont généralement impliqués dans l’œcuménisme, avec une ouverture aux autres confessions, y compris dans les cultes.
Son rejet du dogmatisme et de son imposition par des institutions en fait aussi un défenseur de la laïcité : l'une des premières théories de la séparation de l'Église et de l'État fut formulée dans le livre de Sébastien Castellion Contre le Libelle de Monsieur Calvin puis reformulée par Alexandre Vinet quand il était en Belgique. Il a été en France un des artisans de la loi de 1905, avec Wilfred Monod, Athanase Coquerel, tandis que Félix Pécaut, Charles Wagner et Ferdinand Buisson intervenaient dans la construction de l'école laïque.

## Par pays

### En Suisse

#### Ésaïe Gasc (1748-1813)
Ésaïe Gasc est genevois. Nommé professeur à la faculté de théologie protestante de Montauban en 1809, il prend ses fonctions en 1810. Il appartient à la première génération de professeurs de la Faculté de théologie protestante de Montauban , ouverte sur décision de Napoléon en 1809. Sa réfutation du dogme trinitaire provoquent des controverses, il est attaqué par des pasteurs protestants du Midi, et par Daniel Encontre, qui prendra sa succession à Montauban. .

« Il y a longtemps, enseignait-il à ses étudiants, que les théologiens n'occupent plus le public de leurs discussions sur la Trinité. Les plus sages d'entre eux ont enfin compris que, puisque après quatorze ou quinze siècles de débats, on n'était pas plus près de s'entendre qu'on ne l'était à l'époque où la dispute s'engagea, il fallait que ce dogme ne fût pas clairement enseigné dans l'Écriture sainte, et que par conséquent il n'intéressait pas le salut des Chrétiens […] Ceux qui s'intéressent véritablement à l'honneur du christianisme verraient avec anxiété recommencer un procès qui a causé dans l'Église plus de scandale que d'instruction. »

— Extrait de Bernard Reymond, La théologie libérale dans le protestantisme de Suisse romande - Évangile et Liberté.

#### Jean-Jacques Caton Chenevière (1783-1871)
« Pasteur et professeur genevois, il reste attaché toute sa vie à l'idée que les textes bibliques étaient dotés d'un caractère plus ou moins surnaturel. Ainsi n'a-t-il pas compris, dès 1850, combien la liberté protestante d'examen devait aussi s'appliquer à l'étude historique de ces textes. [...] Sa liberté d'examen, en d'autres termes, s'est appliquée aux doctrines et à de nombreux aspects de la tradition chrétienne, mais elle n'a jamais porté sur les textes bibliques eux-mêmes. L'un de ses arguments favoris a au contraire été d'opposer des arguments d'origine biblique aux doctrines qu'il jugeait nécessaire d'abandonner. Mais cette attitude n'avait rien de rétrograde dans la première moitié du siècle dernier ; elle était même fort répandue parmi les libéraux francophones du moment. »

— Extrait de Bernard Reymond, La théologie libérale dans le protestantisme de Suisse romande, Évangile et Liberté.
- six Essais théologiques (1831) : le premier de ces Essais s'en prenait au « système théologique de la trinité ». Le quatrième portait l'un sur la notion de rédemption, ce qui était l'occasion de remettre en cause le dogme de la divinité de Jésus. Voir l'article de Marc Chenevière dans le colloque Genève protestante en 1831

Théologiens et pasteurs :
- Lydia von Auw (1897-1994), pasteure vaudoise et médiéviste
- Henry Babel (1923-2019)
- Laurent Gagnebin
- Pierre-Olivier Léchot
- Bernard Reymond
- Charles Rittmeyer (1918-2002)

### En France
- Albert Schweitzer (1875-1965) conteste l'omnipotence et l'omniscience de Jésus.

- Wilfred Monod (1867-1937)
- André-Numa Bertrand (1876-1946)
- Albert Réville
- Jean Réville
- Georges Marchal
- Élie Lauriol

#### Lalaïcité
Des personnalités telles que Ferdinand Buisson et Félix Pécaut ont joué un rôle central par leur volonté de créer une religion moderne, laïque, certes d'inspiration protestante, mais ouverte à toutes les voies spirituelles.

### En Belgique

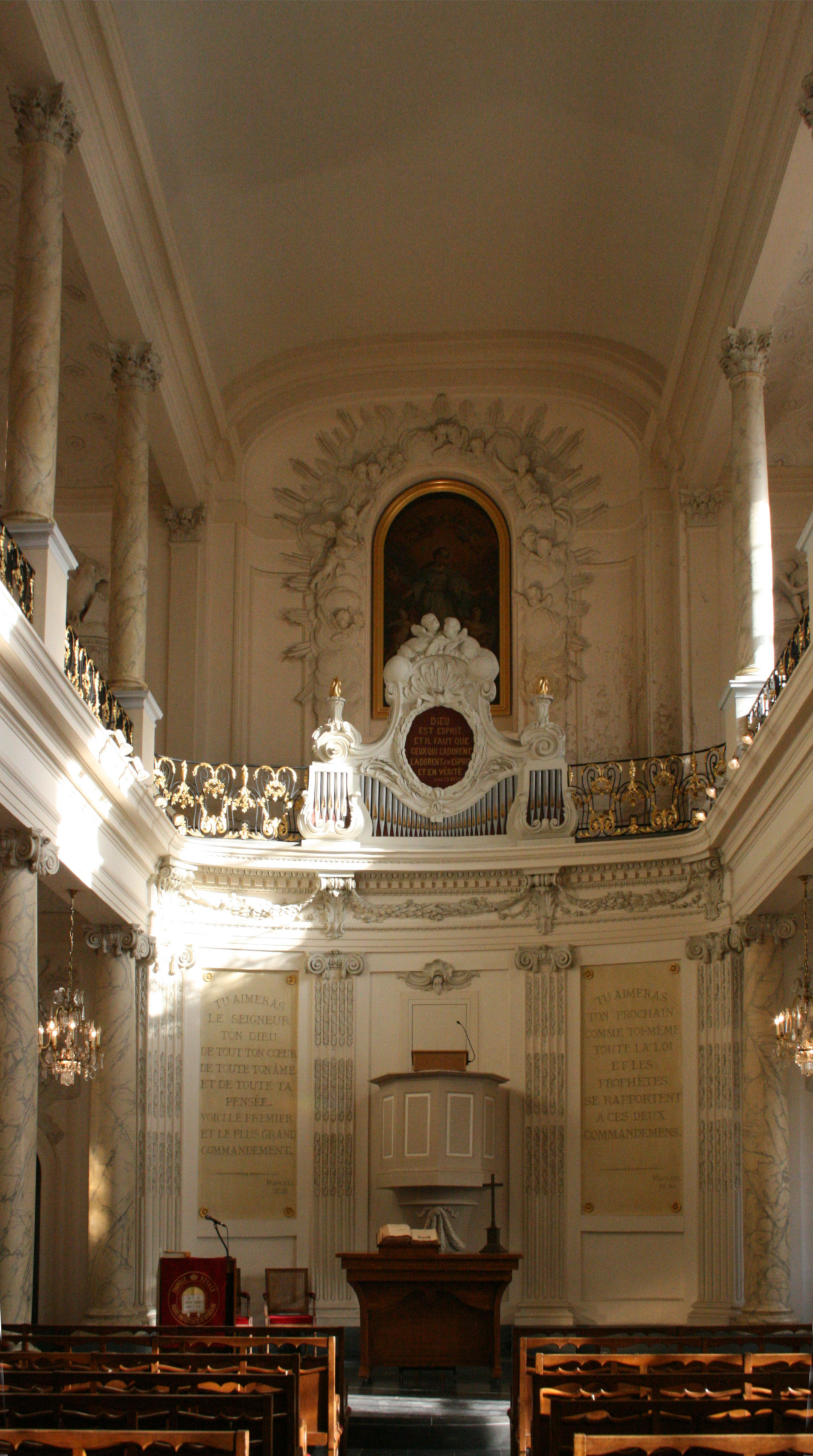
L'église protestante de Bruxelles (Chapelle royale), paroisse du courant libéral depuis 1803

- Temple protestant de Liège-Marcellis
- L'Église protestante de Bruxelles (Chapelle royale)
- L'Eglise protestante de Verviers-Hodimont
- L'Eglise protestante luthérienne du Pays d'Arlon (congrégation reconnue par la FLM)

### EnGrande-Bretagne
- le débat autour Honest to God de John Arthur Thomas Robinson, évêque de Woolwitch
- le débat autour du Guide to debate about God de David Edward Jenkins

### Aux États-Unis

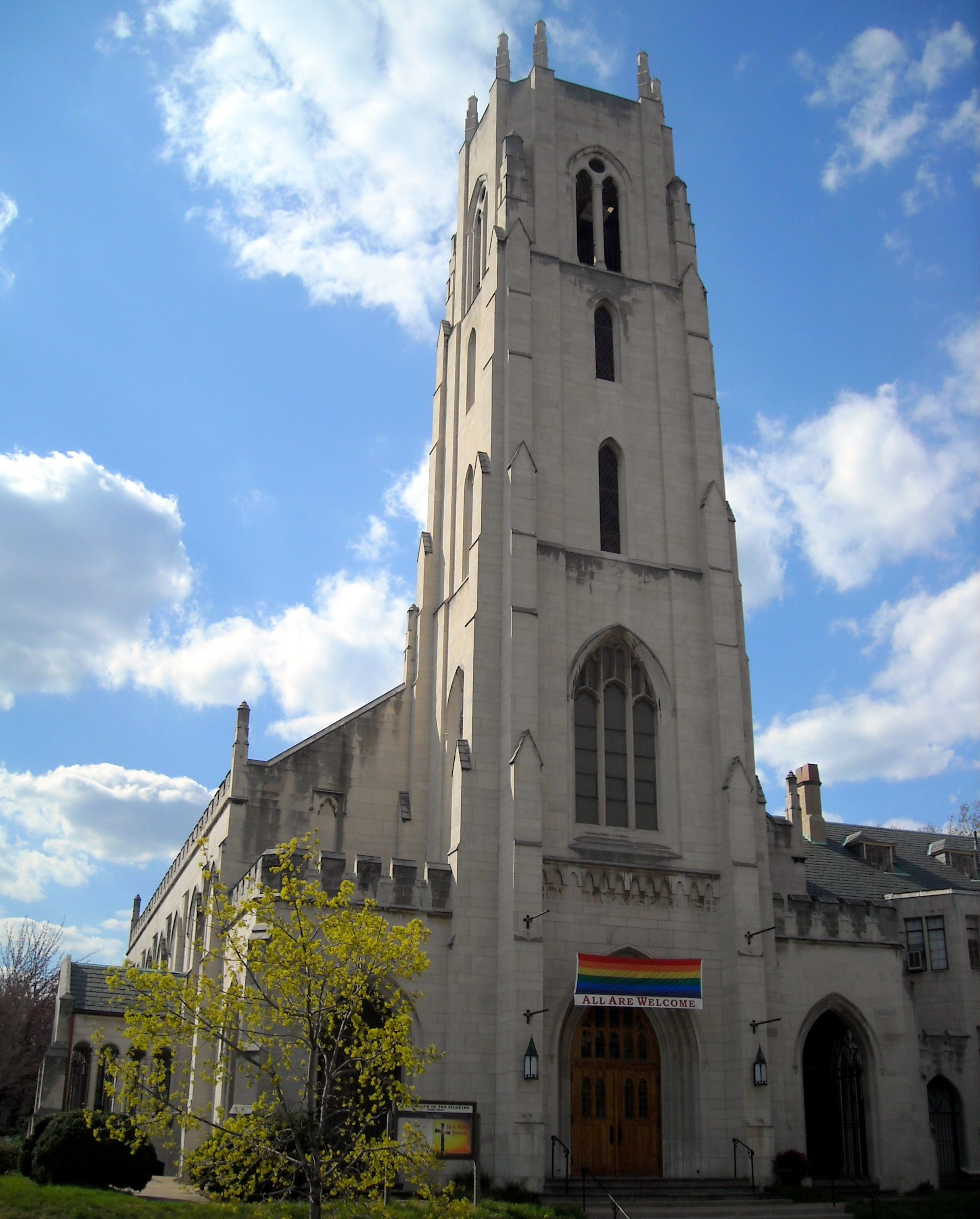
Church of the Pilgrims, à Washington (district de Columbia), affiliée à l’Église presbytérienne (USA)

Le débat (entre autres) autour du théisme par l'évêque épiscopalien J. S. Spong et ses nombreux ouvrages, dont : Pour un christianisme d'avenir (Traduction de l'américain aux éditions Karthala 2019).

## Pour approfondir